# ديتليف كوهن
ديتليف كوهن (بالألمانية: Detlef Kühn)‏ هو مصارع رياضي ألماني، ولد في 3 يناير 1959.

## وصلات خارجية
- ديتليف كوهن على موقع قاعدة بيانات المصارعة الدولية (الإنجليزية)
- ديتليف كوهن على موقع أوليمبيديا (الإنجليزية)